# Радко Дишлиев
Радко Борисов Дишлиев е български актьор, роден на 15 юни 1951 г. в град Пловдив. Внук е на копривщенският комунист Борис Дишлиев.

## Биография
Завършва ВИТИЗ „Кръстьо Сарафов“ в класа на доцент Елка Михайлова през 1975 година.
Играе на сцените на „Драматичен театър „Гео Милев“ Стара Загора“ (1975 – 1978), в „Театъра на българската армия“ (1979 – 1988), „Театър 199“ (1986 – 1987), щатен актьор в СИФ (1987 – 1988) и в „Сълза и смях“ (1988 – 1989).
Изпълнява роли в постановките „Колко е важно да бъдеш сериозен“, в „Службогонци“, „Еленово царство“, „Без зестра“ и др.
Има над 30 участия в телевизионния театър. Сред най-известните филми с него са „Апостолите“, „Кръвта остава“, „В името на народа“, „Ако те има“, „Под игото“, „Сами сред вълци“, „Борис“, „Сомбреро блус“.
Той ще остане завинаги в историята на родното кино с образа на Георги Бенковски от тв сериала Записки по българските въстания.
Активен участник в Българско радио. Участва в 34 издания на Фестивала на хумористичната и сатирична песен, традиционно провеждан на 1 април от редакция „Хумор, сатира и забава на Българското радио.
Получава масивен инфаркт и умира на 12 юни 2009 г.

## Награди и отличия
- „Наградата на ФИПРЕСИ“ за ролята на (Бенковски) в Записки по българските въстания на ФБИФ (Варна, 1976).
- „Наградата на СБФД“ за ДЕБЮТ за ролята на (Бенковски) в Записки по българските въстания (1976).
- „Бохем №1“ за 1992 г. на сп. „Бохем Елит“.

## Театрални роли
- „Еленово царство“
- „Без зестра“ (Алексей Островски) – Сергей Паратов
- „Бал на крадците“ (Жан Ануи) – лорд Едгард

1975 – 1978 г. в Старозагорския театър
- „Страсти под брястовете“ (Юджийн О'Нийл) – Ибън
- „Дни в нощта“ (Димитър Данаилов) – Яворов
- „Римска баня“ (Станислав Стратиев) – доцента
- „Златната карета“ (Леонид Леонов) – Тимоша

1978/79 г. в Пернишкия драматичен театър „Боян Дановски“
- „Щастливецът иде“ (Руси Божанов) – Алеко Константинов

1979 – 1988 г. в Театъра на българската армия
- „От земята до небето“ (Никола Русев) – Георги Бенковски
- „24 часа от живота на една жена“ (Стефан Цвайк) – той
- „Мадам Бовари“ (Огюст Флобер) – Рудолф
- „Кристалната пантофка“ – принцът
- „Мария Стюарт“ (Фридрих Шилер) – граф Белиевр
- „На гости у министъра“ /„Службогонци“/ (Иван Вазов) – Боздугански
- „Рибарски уроци“ – Серафим
- „И слезе Господ на Земята“ – поручик Стефан Радов
- „Законодателят“ (Рангел Вълчанов) – Светослав
- „Книга на царете“ (Мирослав Минков) – Арис
- „Елдорадо“ (Ала Соколова) – Антон
- „Години на странстване“ (Арбузав) – артилеристът
- „Прокурорът“ (Георги Джагаров) – Боян
- „Явява се разносвачът на лед“ – Роки Пиоджи
- „Рибарски свади“ (Карло Голдони) – Бепе

1986/87 в Театър 199
- „Вик без глас“ (Наталия Гинзбург) – Лоренцо

1988/89 - в Театър „Сълза и смях“
- „Бдението след смъртта на Джейми Фостър“ (Бет Хейли) – Брокър Слейд
- „Отровна любов“ (Петър Маринков) – докторът
- „Фантазьори“, мюзикъл по текст на (Том Джоунс) – Ел Гало
- „Радоман III“ – неприятелят
- „Бълха в ухото“ – Ромен Турнел
- „Колко е важно да бъдеш сериозен“, мюзикъл по (Оскар Уйалд) – Алджърнъл Мънкрийф [2].

## Телевизионен театър
- „Далила“ (1995) (по Владимир Мусаков, реж. Вили Цанков)
- „Експериментът“ (1988) (Кирил Топалов) – немският капитан
- „Албена“ (1988) (Йордан Йовков), 2 части – Синебирски
- „Представянето на комедията „Г-н Мортагон“ от Иван Вазов и Константин Величков в пловдивския театър „Люксембург“ в 1883 г.“ (1988) (Пелин Пелинов), 2 части – Иван Вазов
- „Точна диагноза“ (1985) (М Чернев)
- „Чичовци“ (1984) (Иван Вазов), мюзикъл – г-н Фратьо
- „Свои хора сме, ще се разберем“ (1982) (Алексей Островски) – Лазар Елизаров Патхалюзин
- „Процесът“ (1982) (Ричард Уевърли)
- „Константин и Фружин“ (1982) (Радко Радков) – Фружин
- „Старчето и стрелата“ (1982) (от Никола Русев, реж. Орфей Цоков) – Авихол
- „Ирина Комнина“ (1980) (Илия Търнин)
- „Тузлушка история“ (1980) (Кольо Георгиев) – Лозан
- „Сценарият“ (1980) (Жан Ануи)
- „Болшевики“ (1980) (Михаил Шатров), 2 части – Енукидзе
- „Един миг от пропастта“ (1979) (Николай Мирошниченко) – Сергей
- „Ако...“ (1979) (Самуил Альошин)
- „Моите непознати“ (Михаил Величков) (1978), 2 части
- „Балдуин Фландърски“ (1977) (Радко Радков) – Балдуин
- „Черната стрела“ (1974) (Йордан Добрев)
- „Господин Мортагон“ (Пелин Пелинов) – Иван Вазов
- „Идеалният мъж“ (Оскар Уайлд) – лорд Горинг
- „Свои хора сме, ще се разберем“ (Алексей Островски) – Лазар
- „Балдуин Фландърски“ (Радко Радков) – Балдуин
- „Слово за Търновград“ (Радко Радков) – Ратец
- „Старчето и стрелата“ – Авихор
- „Провинциална болница“ – д-р Ангелов
- „Процесът Ричард Уевърли“
- „Голямата игра“ (Пелин Пелинов)
- „Съединението“ (Пелин Пелинов)
- „Раждането на свободата“ (Пелин Пелинов)

## Филмография
| Година      | Филми и Сериали                 | Серии | Копродукции        | Роля                                                   |
| ----------- | ------------------------------- | ----- | ------------------ | ------------------------------------------------------ |
| 2008        | Военен кореспондент             |       |                    | странникът                                             |
| 1999        | Сомбреро блус                   |       |                    | булдозерист                                            |
| 1993        | Жребият                         | 7     |                    | ухажор                                                 |
| 1993        | Жребият                         | 2     |                    | ухажор                                                 |
| 1990        | Живот на колела                 | 5     |                    | д-р Христов                                            |
| 1990        | Под игото                       | 9     | България / Унгария | даскал Фратю                                           |
| 1987        | Каменната гора (тв)             |       |                    |                                                        |
| 1987        | Перашки                         |       |                    | синът на Михал                                         |
| 1986        | Ешелоните на смъртта            |       |                    |                                                        |
| 1986        | Място под слънцето              |       |                    | Асен                                                   |
| 1985        | Горещи следи                    | 4     |                    | майор Пеев (в 1-ва серия)                              |
| 1985        | Борис I                         | 2     |                    | велик боил Стасис                                      |
| 1984        | Последната възможност           |       |                    | зрител                                                 |
| 1984        | Кажи им, майко, да помнят       | 6     |                    | комисарят Струмски (в 4-та серия)                      |
| 1984        | В името на народа               | 8     |                    | капитан Колев                                          |
| 1983        | Мъничък свят                    |       |                    | подпоручик Липованаов                                  |
| 1983        | Ако те има                      |       |                    | Жоро Фучеджийски                                       |
| 1982        | Признавам всичко                | 3     |                    |                                                        |
| 1980        | Любовта на Мирон                |       |                    | Симо                                                   |
| 1980        | Златното кормило                |       |                    | Боневски, класния ръководител на Гошко                 |
| 1979        | Кръвта остава                   |       |                    | Калин Димитров Донков, командир на партизански отряд   |
| 1979        | Отрова в извора                 |       |                    | д-р Боневски „Антената“                                |
| 1979        | Сами сред вълци                 | 5     |                    | подпоручик Тодоров (в 1 серия: II)                     |
| 1979        | Аберацио Иктус                  | 3     |                    | Мери                                                   |
| 1978        | Войната на таралежите           | 5     |                    | Яким Стоянов, журналист от „Народна младеж“            |
| 1978        | Адиос, мучачос                  |       |                    | Мишо                                                   |
| 1978        | Моите непознати                 | 2     |                    | ученият Борис Радославов                               |
| 1977        | Барутен буквар                  |       |                    | поручик                                                |
| 1976 – 1980 | Записки по българските въстания | 13    |                    | Георги Бенковски (в 8 серии – 6,7,8,9,10,11,12 и 13-а) |
| 1976        | Апостолите                      | 2     |                    | Георги Бенковски                                       |
| 1973        | Очакване                        |       |                    |                                                        |
| ?           | Братът на бай Ганя Балкански    |       |                    | Васил Ценов                                            |
| ?           | Точна диагноза                  |       |                    |                                                        |
| ?           | Мъничък свят                    |       |                    |                                                        |

## Звукороли и участия в звукозаписи
Актьорът участва в множество магнетофонни и касетофонни записи по социализма, предназначени за учебните институции.
- „Бележити химици“ (Учтехпром, 1979 г.)